# Awakening Music
 (juin 2024).
La mise en forme du texte ne suit pas les recommandations de Wikipédia : il faut le « wikifier ».
Les points d'amélioration suivants sont les cas les plus fréquents. Le détail des points à revoir est peut-être précisé sur la page de discussion.
- Les titres sont pré-formatés par le logiciel. Ils ne sont ni en capitales, ni en gras.
- Le texte ne doit pas être écrit en capitales (les noms de famille non plus), ni en gras, ni en italique, ni en « petit »…
- Le gras n'est utilisé que pour surligner le titre de l'article dans l'introduction, une seule fois.
- L'italique est rarement utilisé : mots en langue étrangère, titres d'œuvres, noms de bateaux, etc.
- Les citations ne sont pas en italique mais en corps de texte normal. Elles sont entourées par des guillemets français : « et ».
- Les listes à puces sont à éviter, des paragraphes rédigés étant largement préférés. Les tableaux sont à réserver à la présentation de données structurées (résultats, etc.).
- Les appels de note de bas de page (petits chiffres en exposant, introduits par l'outil «  Source ») sont à placer entre la fin de phrase et le point final[comme ça].
- Les liens internes (vers d'autres articles de Wikipédia) sont à choisir avec parcimonie. Créez des liens vers des articles approfondissant le sujet. Les termes génériques sans rapport avec le sujet sont à éviter, ainsi que les répétitions de liens vers un même terme.
- Les liens externes sont à placer uniquement dans une section « Liens externes », à la fin de l'article. Ces liens sont à choisir avec parcimonie suivant les règles définies. Si un lien sert de source à l'article, son insertion dans le texte est à faire par les notes de bas de page.
- La présentation des références doit suivre les conventions bibliographiques. Il est recommandé d'utiliser les modèles {{Ouvrage}}, {{Chapitre}}, {{Article}}, {{Lien web}} et/ou {{Bibliographie}}. Le mode d'édition visuel peut mettre en forme automatiquement les références.
- Insérer une infobox (cadre d'informations à droite) n'est pas obligatoire pour parachever la mise en page.

Pour une aide détaillée, merci de consulter Aide:Wikification.
Si vous pensez que ces points ont été résolus, vous pouvez retirer ce bandeau et améliorer la mise en forme d'un autre article.
Awakening Music (anciennement connu sous le nom d'Awakening Records) est une société de production musicale basée en Angleterre. Elle a été créée en 2000 par quatre entrepreneurs anglais et américains,.

## Albums produits par Awakening Music
| Année | Titre                            | Artistes                   |
| ----- | -------------------------------- | -------------------------- |
| 2003  | Al-Mu'allim                      | Sami Yusuf                 |
| 2004  | Salawat                          | Mesut Kurtis et Sami Yusuf |
| 2005  | My Ummah                         | Sami Yusuf                 |
| 2006  | Dunya                            | Nazeel Azami               |
| 2007  | Quelque chose à propos de la vie | Hamza Robertson            |
| 2007  | Ek Sawal Main Karoon             | Amitabh Bachchan           |
| 2008  | Ehlam Ma'aya                     | Hamza Namira               |
| 2009  | Beloved                          | Mesut Kurtis               |
| 2009  | Thank You Allah                  | Maher Zain                 |
| 2009  | Without You                      | Sami Yusuf                 |
| 2009  | Habibi w Inta Ba'eid             | Tamer Hosny                |
| 2011  | Insan                            | Hamza Namira               |
| 2011  | I Believe                        | Irfan Makki                |
| 2011  | Malak Ghir Allah                 | Mohammed Al Hadad          |
| 2011  | Still                            | Amitabh Bachchan           |
| 2012  | Forgive Me                       | Maher Zain                 |
| 2014  | The Path                         | Raef                       |
| 2014  | Tabassam                         | Mesut Kurtis               |
| 2014  | Esmaani                          | Hamza Namira               |
| 2015  | Aseer Ahsan                      | Humood AlKhudher           |
| 2015  | Salam                            | Harris J                   |
| 2015  | El-Mesaharaty                    | Hamza Namira               |
| 2016  | One                              | Maher Zain                 |
| 2016  | Remix                            | Hamza Namira               |
| 2019  | Mercy                            | Raef                       |
| 2019  | Balaghal Ula                     | Mesut Kurtis               |
| 2020  | Matha Ba'd?                      | Humood AlKhudher           |
| 2021  | Azeem AlShan (EP)                | Mesut Kurtis               |
| 2021  | Nour Ala Nour (EP)               | Maher Zain                 |

Albums en direct
| Année | Titre                               | Artistes                                                                           |
| ----- | ----------------------------------- | ---------------------------------------------------------------------------------- |
| 2012  | Live At Wembley Arena               | Sami Yusuf                                                                         |
| 2014  | Awakening Live at thr London Apollo | Artistes variés (avec Maher Zain, Mesut Kurtis, Hamza Namira, Raef et Irfan Makki) |

## Artistes
- Ali Magrébi
- Harris J.
- Humour AlKhudher
- Maher Zain
- Mesut Kurtis
- Raef
- Isam Bachiri

## Anciens artistes notables
- Hamza Namira
- Hamza Robertson
- Irfan Makki
- Nazeel Azami
- Sami Yusuf
- Tamer Hosny
- Amitabh Bachchan